# Nuno Ribeiro (ciclista)
O ciclista português Nuno Ribeiro (Sobrado, Valongo, 9 de setembro de 1977) foi o vencedor da Volta a Portugal de 2003 e da Volta a Portugal de 2009.
Em setembro de 2009 a imprensa revelou que foi apanhado num controlo anti-doping e poderá ser desclassificado da vitória na volta e, nesse caso, a vitória atribuída ao espanhol David Blanco.
Pediu contra-análise dos resultados do controlo, que se confirmaram positivas, incorrendo em pena de suspensão de dois anos.
Face ao resultado da contra-análise Nuno Ribeiro foi desclassificado da referida competição e esteve suspenso durante dois anos.

## Biografia
Natural da vila de Sobrado, situada no concelho de Valongo.
Conhecido por ser um bom trepador, Nuno Ribeiro iniciou a sua carreira como profissional em 2000 ao serviço da Barbot/Torrié Cafés Gondomar, logo aí apresentando características de grande trepador, alcançando no ano de estreia na volta o 26.º lugar, com apenas 22 anos. Representando a LA-Pecol, venceu a pulso forte a Volta a Portugal de 2003, após grandes exibições na montanha, sendo vencedor na mítica chegada à Torre, controlando os adversários. Na última etapa (contrarrelógio, a sua maior fraqueza) foi 2.º colocado. Nuno após a sua vitória foi colocado pela imprensa como a futura promessa do ciclismo português, alvejando estes para o ciclista português novos rumos para a sua carreira. Em 2004 alcança o 3.º lugar na volta, confirmando o seu grande valor. Este teve na luta pela vitória até ao contra relógio final tendo aí caído e perdido as chances de revalidar a vitória no ano transato. Nesse mesmo ano participou nos Jogos Olímpicos de Atenas, obtendo aí uma participação bastante positiva.
Em 2005, esteve durante 5 meses na equipa espanhola do Pro Tour Liberty Seguros. Depois de falhar num controlo anti-doping antes do Giro de Itália (acima da taxa limite de hematócrito) foi despedido da equipa e regressou à renomeada LA-Liberty, tendo participado, ainda que com resultado discreto, na Volta a Portugal desse ano.
No ano de 2008 e após uma prestação bastante positiva nos Jogos Olímpicos de Pequim onde alcançou o 28.º lugar, o ciclista alcança uma vitória fantástica no Monte do Alto da Nossa Senhora da Assunção, regressando este assim as vitórias na Volta a Portugal e logo em terreno montanhoso.
Em 2009 ganha a camisola amarela da 71.ª Volta a Portugal em Bicicleta pela equipa Liberty Seguros, ao ter duas boas prestações em etapas de montanha - a Sra Graça e a Torre (onde venceu) - e a camisola grande parte da volta. Esta é a sua segunda volta da carreira.
Neste mesmo ano, perde a camisola amarela, já depois da volta terminar por acusações de consumo de substancias dopantes, assunto este que está ainda a ser averiguado, e em fase de investigação.
O ano de 2012 marca o regresso de Nuno à Volta a Portugal, tendo terminado num bom 8º lugar acompanhando os grandes favoritos nas etapas mais duras da volta, mostrando assim que aos 34 anos o ciclista ainda é claro um dos grandes favoritos sempre à vitória na Volta a Portugal. Em 2013 volta a ficar no top 10 da Volta a Portugal, alcançando um bom 9.º lugar, com boas prestações nas etapas mais duras da Volta. Após dois anos ao serviço da formação da Efapel Glassdrive Nuno Ribeiro assina pela formação da OFM Quinta da Lixa, clube de ciclismo do qual é presidente, a União Ciclista de Sobrado foi fundada em 2004 e tem como presidente como acabei de referir o conceituado ciclista Nuno Ribeiro. Na Volta a Portugal de 2014 o ciclista português em muito contribuiu para a vitória do espanhol Gustavo Veloso e ainda assim terminou às portas do top 10 da geral individual terminando no 11ºlugar, em termos da geral de equipas a OFM Quinta da Lixa também foi destacadamente a melhor formação na 76ª edição da Volta a Portugal. No final da temporada de 2014 aos 37 anos de idade, Nuno decide terminar a carreira enquanto ciclista profissional, passando então desde 2015 a ocupar o cargo de diretor-desportivo da equipa aonde terminou a carreira, a atual W52 Quinta da Lixa da qual também é presidente.  
Nuno Ribeiro foi um dos ciclistas mais vitoriosos no pelotão português, tendo alcançando vitórias nos terrenos mais duros e montanhosos em Portugal, tendo ganho no Alto da Torre por duas vezes (2003,2009), uma vitória no Alto da Nossa Senhora da Assunção (2008) e tendo sempre grandes prestações no Alto na Senhora da Graça. Ele é também dos ciclistas nacionais com maiores palmarés a nível nacional.
Em Novembro de 2023, o antigo ciclista, diretor desportivo da extinta W52-FC Porto, foi suspenso por 25 anos pela Autoridade Antidopagem de Portugal (ADoP), por tráfico, administração e posse de substâncias e métodos proibidos na sequência do processo 'Prova Limpa'.
De acordo com a lista de sanções disciplinares da ADoP Nuno Ribeiro vai cumprir uma sanção entre 16 de dezembro de 2022 e 15 de dezembro de 2047, por "tráfico, administração e posse de substâncias proibidas e métodos proibidos", nomeadamente hormonas, testosterona, e betametasona.

### Volta a Portugal
- (2001) (12.º lugar)
- (2002) (9.º lugar)

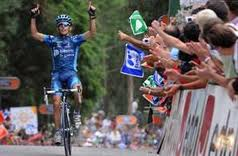
Nuno Ribeiro a celebrar a vitória no Alto da Nossa Senhora da Assunção em 2008.

- (2003) (1.º lugar) (Vencedor de uma Etapa)
- (2004) (3.º lugar)
- (2006) (15.º lugar)

- (2007) (15.º lugar)
- (2008) (Vencedor de uma Etapa)
- (2009) (1.º lugar) (Vencedor de uma Etapa) (Desclassificado)
- (2012) (8.º lugar)
- (2013) (9.º lugar)
- (2014) (11.º lugar)

## Outros Resultados do corredor
- (2004) (14ºlugar) GP Ouest France - Plouay
- (2005) (13ºlugar) Telekom Malaysia Tour de Langkawi
- (2008) (1ªlugar) GP CTT Correios de Portugal
- (2008) (9ºlugar) GP Internacional Paredes Rota dos Móveis

- (2009) (3ºlugar) GP Internacional Paredes Rota dos Móveis
- (2009) (4ºlugar) Vuelta Asturias Julio Alvarez Mendo
- (2009) (2ºlugar) 43rd Subida Al Naranco
- (2009) (21ºlugar) Vuelta a Castilla y Leon
- (2013) (5ºlugar) GP Internacional Torres Vedras - Trofeu Joaquim Agostinho

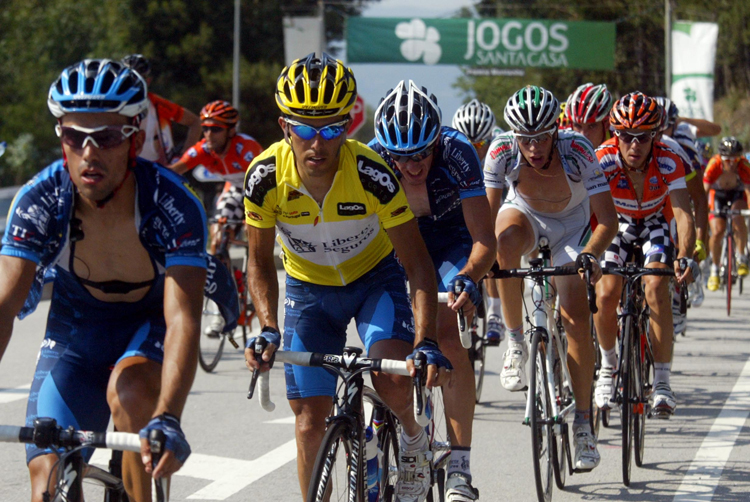
Nuno Ribeiro de amarelo na 71.ª Volta a Portugal.

- (2014) (9ºlugar) Tour do Rio